# Neopachygaster wittei
Neopachygaster wittei är en tvåvingeart som beskrevs av Lindner 1958. Neopachygaster wittei ingår i släktet Neopachygaster och familjen vapenflugor.
Artens utbredningsområde är Kongo. Inga underarter finns listade i Catalogue of Life.